# Apple O'
Apple O' è il quinto album in studio del gruppo musicale statunitense Deerhoof, pubblicato nel 2003.

## Tracce
1. Dummy Discards a Heart – 2:39
2. Heart Failure – 1:30
3. Sealed with a Kiss – 3:34
4. Flower – 1:47
5. My Diamond Star Car – 1:32
6. Apple Bomb – 4:14
7. The Forbidden Fruits – 2:30
8. L'Amour Stories – 2:42
9. Dinner for Two – 1:16
10. Panda Panda Panda – 2:41
11. Hayley and Homer – 1:11
12. Adam + Eve Connection – 3:03
13. Blue Cash – 2:37

Edizione Vinile
1. Dummy Discards a Heart – 2:39
2. My Diamond Star Car – 1:32
3. Heart Failure – 1:30
4. Panda Panda Panda – 2:41
5. Apple Bomb – 4:14
6. Flower – 1:47
7. Sealed with a Kiss – 3:34
8. L'Amour Stories – 2:42
9. Hayley and Homer – 1:11
10. Dinner for Two – 1:16
11. The Forbidden Fruits – 2:30
12. Adam + Eve Connection – 3:03
13. Blue Cash – 2:37

## Formazione
- John Dieterich – chitarra
- Chris Cohen – chitarra
- Satomi Matsuzaki – basso, voce
- Greg Saunier – batteria, voce